# Coalizione Civica (Argentina)
La Coalizione Civica (spagnolo Coalición Cívica) è una coalizione fondata da Elisa Carrió nel 2007 per fronteggiare il Fronte per la Vittoria, principale partito della sinistra argentina. L'alleanza è costituita da liberali, ex radicali, centristi e socialdemocratici.
Alle elezioni del 2007 la candidata alla presidenza è stata Elisa Carrió e ha ottenuto 23% e la Coalizione Civica si è collocata come seconda forza politica del paese. Al Congresso dispone di 27 seggi su 130 e al Senato 5 su 72 ed è il terzo gruppo dopo il FPV e l'UCR.
Alle elezioni presidenziali in Argentina del 2007 la Coalizione Civica si è alleata con il Partito Socialista dell'Argentina guidato dal candidato alla vicepresidenza per quell'anno Rubén Giustiniani. In occasione delle successive elezioni parlamentari del 2009 la coalizione ha formato una grande alleanza di centro-sinistra per fronteggiare il partito di sinistra Fronte per la Vittoria dell'attuale presidentessa Cristina Fernández de Kirchner.
Dal punto di vista ideologico potremmo classificare la Coalizione Civica come una forza di centro "orientato" a sinistra o come un centro progressista, in realtà la CC si definisce come uno spazio ideologico e sociale aperto a tutte le forze democratiche del paese. Il Fronte per la Vittoria accusa la CC di essere invece un partito di destra con mire neoliberiste.

## Organizzazione
La Coalición Cívica si autodefinisce come "un'area di partecipazione e di consenso aperta a tutti, formata da gruppi politici civici e ONG.
Non si tratta di partito politico ma è una coalizione politica e in Argentina questo tipo di formazione politica non è prevista dalla legge elettorale federale e per questo motivo formalmente non si svolgono elezioni primarie per la scelta dei propri candidati ma di fatto le organizza per scegliere i candidati che dovranno ricoprire cariche pubbliche al fine di coinvolgere le persone nel processo che non si limita alle strutture dei partiti che costituiscono la coalizione.

## Partiti membri
Nel 2008 i partiti membri della coalizione sono:
- Sostegno per una Repubblica Egualitaria. Partito politico di centro-sinistra fondato nel 2001 da Elisa Carrió, ex deputata del partito Unione Civica Radicale. Il partito si definisce come una forza socialdemocratica e liberalprogressista.
- Unione per Tutti. Movimento politico fondato da Patricia Bullrich ex ministra del governo radicale tra il 1999 e il 2001. È classificabile come un partito di destra ma caratterizzato da un certo pragmatismo.
- Generazione per un incontro nazionale. Movimento politico di centro-sinistra fondato da Margarita Stolbizer. La sua ideologia politica è la socialdemocrazia.
- Peronismo nella Coalizione. Movimento politico di alcuni peronisti dissidenti con Kirchner ma contrari alle varie formazioni peroniste di centro-destra il cui principale esponente è Eduardo Duhalde.
- Radicali. Movimento formato da alcuni ex membri dell'UCR e da alcuni Radicali K che hanno lasciato il FPV.

## Principi e programma
La Coalizione Civica persegue come obiettivo principale la costruzione di una società morale caratterizzata dalla lotta alla corruzione e ai privilegi riservati solo ad alcune minoranze nel paese. L'alleanza è costituita da diverse forze politiche di diversa ideologia anche se generalmente possiamo collocarla a centro-sinistra della politica argentina, anche se portatore di politiche di centro-sinistra alquanto moderate e talvolta più di un centro progressista. Attualmente i principali alleati della coalizione sono il Partito Socialista dell'Argentina e l'Unione Civica Radicale. I principali punti programmatici della Coalizione Civica sono:
- Riforma Costituzionale. La CC propone una riforma costituzionale finalizzata alla costituzione di una Repubblica più Egualitaria.
- Integrazione Cittadina. Maggiore coinvolgimento della cittadinanza nelle decisioni più importanti per il paese.
- Sicurezza cittadina. La coalizione propone un piano per la lotta alla criminalità che colpisce prevalentemente le aree più povere delle grandi città.
- Distribuzione del reddito. La Coalizione Civica propone un'equa distribuzione del reddito e delle imposte per aiutare le fasce più povere della popolazione argentina.
- Istruzione. La coalizione propone una maggiore integrazione dell'Argentina con l'Europa attraverso scambi culturali tra studenti argentini ed europei.
- Sanità. Proposte per migliorare il servizio sanitario argentino ed aiutare i più poveri.
- Cultura. La coalizione considera la cultura come cardine per la costruzione di una nazione migliore e più avanzata.
- Sport. Politiche a favore di uno sport che ha abbia come obiettivo i valori di solidarietà ed integrazione tra la gente.
- Economia ed industria. La Coalizione Civica propone un ruolo attivo e responsabile dello Stato per stabilire le regole del mercato affinché tutti i benefici derivanti dall'economia non siano riservati solo a poche persone ma a tutti. Essa propone anche degli aiuti economici alle piccole imprese del paese e creare una condizione di stabilità e di crescita dell'economia nazionale e quella a livello locale.
- Risorse energetiche. L'alleanza propone di favorire l'utilizzo dell'energia rinnovabile e di ridurre l'utilizzo dei combustibili fossibili.
- Ambiente. La coalizione è favorevole alla tutela del territorio e dell'ambiente per un miglioramento della qualità della vita.
- Relazioni estere. La Coalizione Civica è favorevole all'ONU e al Mercosur e propone una maggiore integrazione dell'Argentina con l'America Latina.
- Difesa della nazione. Proposte per la difesa del territorio nazionale e dei cittadini.

## La CC all'opposizione
La fondatrice e leader della formazione politica Elisa Carrió afferma che la sua coalizione non ha una posizione politica ben precisa ed è aperta a tutte le formazioni che hanno come obiettivo di combattere la corruzione all'interno delle istituzioni della repubblica e delle singole province. A giudicare dal programma e dalle formazioni politiche che la compongono la Coalizione Civica è generalmente collocata a centro-sinistra dello spettro politico dell'Argentina anche se quest'area politica è occupata dal Fronte per la Vittoria e dal Partito Giustizialista.
Alle elezioni presidenziali del 28 ottobre 2007 la Coalizione Civica ottiene il 23% dei voti e si conferma come la principale forza di opposizione al governo dei Kirchner. Nello stesso giorno la CC conquista la carica di Governatore della Provincia della Terra del Fuoco con la sua esponente Fabiana Ríos.
La Coalizione Civica durante il 2008 ha difeso il settore agrario nella guerra combattuta tra quest'ultima e il governo nazionale. Il governo di Kirchner ha aumentato le imposte per l'esportazione dei prodotti agricoli all'estero. La coalizione ha accusato il governo di voler "distruggere" uno dei settori più importanti e strategici dell'economia argentina e per tale motivo durante i quasi 130 giorni di proteste e di scioperi la CC partecipa alle manifestazioni organizzate dagli agricoltori.
La coalizione si è opposta alla nazionalizzazione della compagnia aerea nazionale e dei fondi pensionistici. In particolare con l'opposizione a quest'ultima i rapporti con il Partito Socialista si sono deteriorati in quanto il PS pur essendo all'opposizione del governo kirchnerista ha appoggiato l'azione del governo sulla previdenza sociale in quanto fondamentale per tutelare i pensionati dalla crisi economica mondiale che ha colpito anche l'Argentina nonostante l'elevata crescita economica degli ultimi anni.
In occasione delle elezioni parlamentari del 2009, che inizialmente si sarebbero dovute svolgere nel mese di ottobre, ha proposto una grande alleanza di centro-sinistra alternativo con l'Unione Civica Radicale il Partito Socialista creando la coalizione Accordo Civico e Sociale che riunirà sotto un unico simbolo i tre partiti. Riguardo all'anticipazione delle elezioni la CC ha manifestato preoccupazione di eventuali brogli.
Durante il 2008 la Coalizione Civica dopo un iniziale avvicinamento al vicepresidente Julio Cobos per la sua opposizione alla Presidente Cristina Fernández de Kirchner la Carrió accusa Cobos e l'ex Presidente Eduardo Duhalde di destabilizzare il quadro politico del paese e puntando a rovesciare il governo della Kirchner in vie considerate dalla dirigente civilista non democratiche. Durante la campagna per le elezioni parlamentari del 2009 la CC accusa Cobos di avvicinarsi alle posizioni del candidato di centro-destra alla Provincia di Buenos Aires Francisco De Narvaéz invintandolo più volte alla sede della vicepresidenza argentina ossia il Senato Federale.
La CC è stata accusata dal kirchnerismo di rappresentare la nuova destra neoliberale a causa delle sue posizioni contrarie tenute dalla CC sulla nazionalizzazione della compagna aerea di bandiera e dei fondi pensionisti e di allearsi con il Proposta Repubblicana guidato dall'attuale sindaco di Buenos Aires Mauricio Macri e dal leader del Recrear para el Crecimiento Ricardo López Murphy.  La Carriò si difende da queste accuse affermando che non era contraria all'idea stessa di statalizzazione dei fondi ma dallo scopo con cui è stata operata questa scelta politica ossia quello di un enorme dispendio di denaro per una politica clientelare e annunciando che non ci sarà alcuna alleanza con la destra che dal punto di vista morale la paragona al kirchnerismo.
Nel mese di ottobre 2009 si è costituito il gruppo Coalizione Civica-ARI formato dal partito ARI della Carrió alleato con i partiti che costituiscono la federazione della CC e con i partiti dell'Accordo Civico e Sociale.

## In Parlamento
La Coalizione Civica al Congresso ha costituito un unico gruppo parlamentare con il Partito Socialista, il suo principale alleato. A partire dal 2009 è probabile che verrà costituito un unico gruppo parlamentare assieme all'Unione Civica Radicale.

## Risultati elettorali
La Coalizione Civica si è presentata solo alle elezioni presidenziali 2007 con il nome di Confederación PS-Coalición Cívica ottenendo il 23,04% e 4.401.981 voti.

### Le elezioni legislative del 2009
Alle elezioni legislative del 2009 erano in gioco 127 seggi alla Camera e 24 al Senato. La CC si è presentata nell'Accordo Civico e Sociale (ACyS).
Alla Camera, l'ACyS è risultato primo in 8 stati, ed ha conquistato 42 seggi, contro i 26, che già possedeva (16 in più). I Kirchneristi (FpV - PJ ed alleati) hanno in tutto perso 24 seggi, mentre l'Union-PRO (peronisti conservatori) hanno guadagnato 12 seggi. I Kirchneristi si sono storvati in tal modo minoritari alla Camera (13 seggi in meno della metà).
Al Senato, l'ACyS ha guadagnato 7 seggi (da 7 a 14), mentre i Kirchneristi hanno perso 4 seggi (da 12 ad 8). Anche al Senato i Kircheniristi hanno perso la maggioranza, avendo 36 seggi su 74.